# Zipoetopsis unicolor
Zipoetopsis unicolor là một loài bọ cánh cứng trong họ Cerambycidae.